# Джулиано-Театино
Джулиа́но-Теати́но (итал. Giuliano Teatino) — коммуна в Италии, располагается в регионе Абруццо, в провинции Кьети.
Население составляет 1344 человека (2008 г.), плотность населения составляет 135 чел./км². Занимает площадь 10 км². Почтовый индекс — 66010. Телефонный код — 0871.
Покровителями коммуны почитаются святые Антоний Падуанский и Катальд, празднование 19 августа.

## Демография
Динамика населения:

## Администрация коммуны
- Официальный сайт: http://www.comune.giulianoteatino.ch.it